# Кулер (система охлаждения)
Ку́лер (от англ. cooler) — в применении к компьютерной тематике — русское название сборки вентилятора с радиатором, устанавливаемой для воздушного охлаждения электронных компонентов компьютера с повышенным тепловыделением (обычно более 5 Вт): центрального и графического процессоров, микросхем чипсета. 

## Этимология названия
Несмотря на то, что слово для названия устройства заимствовано из английского языка (cool — охлаждать), в русском языке оно имеет более узкое значение. Наибольшая частота употребления слова в русском языке приходится на устройство, являющее собой сборку вентилятора и радиатора, устанавливаемую на процессоры/контроллеры и видеоадаптеры персональных компьютеров с целью отвода выделяемого тепла.
Иногда ошибочно кулером называют любой компьютерный (или любой другой устанавливаемый в электронных приборах, например в аудиоусилителях и частотных преобразователях) вентилятор, в том числе корпусной вентилятор, предназначенный для обеспечения циркуляции воздуха через корпус ПК.

## Воздушное охлаждение
Кулер применяется при необходимости обеспечения бо́льшего протока воздуха в контрольных точках (при не очень большой мощности чипа или при ограниченной вычислительной ёмкости задач, достаточно бывает только радиатора, без вентилятора).

### Устройство
Конструктивно используется следующая схема:
Тепловые модели алюминиевых радиаторов
- на тепловыделяющий компонент устанавливается теплоотводящий радиатор из материала с высокой теплопроводностью (в основном алюминий и медь[4][5]).
- на стык между тепловыделяющей и теплоотводящей поверхностями радиатора наносится слой термоинтерфейса (например, в виде термопасты, реже - в виде легкоплавкого сплава, такого как галинстан) для уменьшения потерь теплопроводности на стыке, обусловленных возможными неровностями на этих поверхностях.
- на радиатор прикрепляется вентилятор, нагнетающий воздух к радиатору. По мере развития, кроме проводов питания, в шлейф вентилятора был добавлен провод, подключающий встроенный в конструкцию вентилятора тахометр, что позволило ввести обратную связь и при помощи изменения напряжения регулировать скорость вращения вентиляторов (как правило, на материнской плате эта функция реализована в контроллере Super I/O).

Для увеличения полезной площади радиатора (с сопутствующим повышением теплоотдачи) производители в широких пределах варьируют материалом (или собирают конструкцию из медной «пятки» и окружающих её алюминиевых рёбер) и геометрическими формами, вследствие чего радиатор порой принимает весьма причудливые формы. Часто это также обуславливается стремлением производителя внешним видом своего продукта привлечь внимание потребителей, неравнодушных к причудливым формам.
Матовая (чёрная) поверхность радиатора будут излучать тепло гораздо более эффективно, чем голый (неокрашенный) блестящий металл.

## Кулер на тепловых трубках
При ограниченности пространства непосредственно у процессора и необходимости отводить от малой площади большой поток тепла, используют тепловые трубки. Эффективность теплопередачи тепловой трубки на единицу сечения выше, чем у теплопередачи через сплошной металл.
Благодаря такому подходу становится возможным передавать тепло с малой площади кристалла процессора на большой радиатор, находящийся на некотором расстоянии. Особенно большую поверхность имеют радиаторы, специально созданные для работы без вентилятора, что позволяет значительно снизить шум компьютера.